# Xanthe Chaos
Xanthe Chaos és una estructura geològica del tipus chaos a la superfície de Mart, situada amb el sistema de coordenades planetocèntriques a 12.17 ° de latitud N i 318.02 ° de longitud E. Fa 34.37 km de diàmetre. El nom va ser fet oficial per la UAI l'any 2006 i el pren d'una característica d'albedo.